# Elatostema walkerae
Elatostema walkerae är en nässelväxtart som beskrevs av Joseph Dalton Hooker. Elatostema walkerae ingår i släktet Elatostema och familjen nässelväxter. Inga underarter finns listade i Catalogue of Life.